# Ádám Pintér
Ádám Pintér (Balassagyarmat, 12 de junho de 1988) é um futebolista profissional húngaro que atua como meia, atualmente defende o Ferencváros.

## Carreira
Ádám Pintér fez parte do elenco da Seleção Húngara de Futebol da Eurocopa de 2016.